# Portrait de Bartolomé Sureda
Le portrait de Bartolomé Sureda (1804) est une huile sur toile de Francisco de Goya conservée à la galerie nationale d’art de Washington. Il constitue le pendant du Portrait de Teresa Sureda, son épouse.

## Contexte
Dans les années 1790, Francisco de Goya était devenu un peintre à la mode, dont les portraits étaient très demandés, tant par l’aristocratie que par la haute bourgeoisie madrilène. D’après Arte Historia, Bartolomé Sureda était un industriel majorquin, marié à Teresa de Sureda, couple avec qui le peintre était lié d’amitié. Il reçut une commande pour ce double portrait.

## Analyse

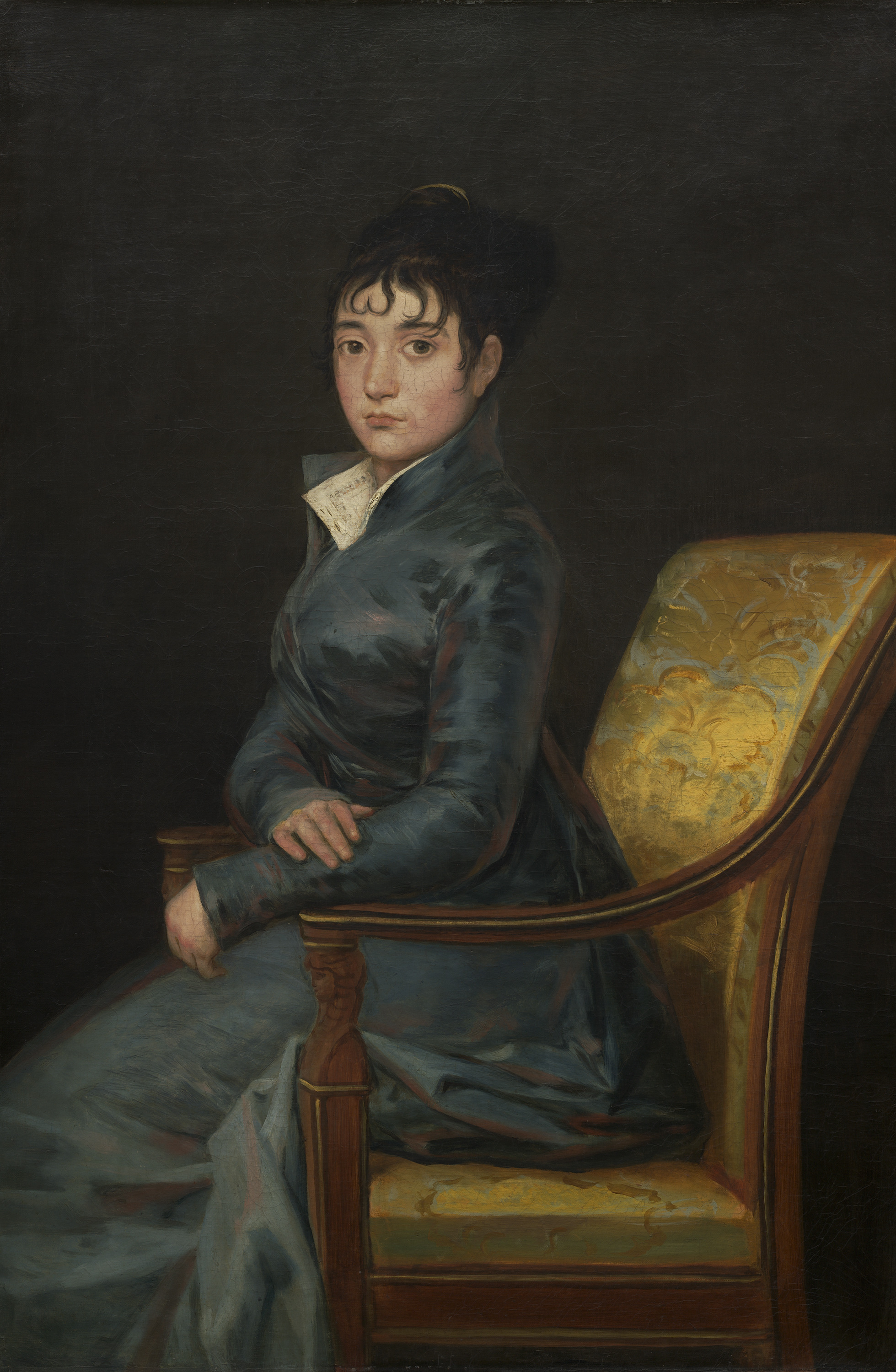
La toile de son épouse Teresa fut peinte en même temps.

À l’opposé des doubles portraits baroques où les modèles ont des poses similaires ou symétriques, Goya représente ici le mari et la femme dans des attitudes très différente.
Le mari vêtu à la mode bourgeoise du début du XXe siècle, est représenté debout, son chapeau haut de forme dans une main tendue vers le spectateur, appuyé sur une table, un poing sur la hanche. Goya exploite la diagonale de la toile, donnant une dynamique à son modèle. La lumière éclaire le haut du tableau, où se trouve le visage. Le bas est laissé dans une pénombre d’où se détache le satin rosé et brillant du chapeau.
Pour Arte Historia, Goya cherchait à peindre le caractère et la psychologie de ses personnages qui ne laissent jamais indifférents.